# 山口県災害拠点病院
山口県災害拠点病院（やまぐちけんさいがいきょてんびょういん）とは、山口県にある災害時の救急医療の拠点となる災害拠点病院。

## 概要
県内や近県で災害が発生し、通常の医療体制では被災者に対する適切な医療を確保することが困難な状況となった場合に、山口県知事の要請により傷病者の受け入れや医療救護班の派遣等を行う。

## 拠点病院の条件
- 建物が耐震耐火構造であること。
- 資器材等の備蓄があること。
- 応急収容するために転用できる場所があること。
- 応急用資器材、自家発電機、応急テント等により自己完結できること。（外部からの補給が滞っても簡単には病院機能を喪失しないこと）
- 近接地にヘリポートが確保できること。

## 病院一覧
（下表の出典）
| 病院名                           | 住所                         | DMAT | 救命  | 2次医療圏    |
| -------------------------------- | ---------------------------- | ---- | ----- | ------------ |
| 岩国市医療センター医師会病院     | 岩国市室の木町3丁目6-12      | ○    | -     | 岩国         |
| 国立病院機構岩国医療センター     | 岩国市愛宕町1丁目1-1         |      | ○     | 岩国         |
| 周東総合病院                     | 柳井市古開作1000番地1        | ○    | -     | 柳井         |
| 地域医療機能推進機構徳山中央病院 | 周南市孝田町1番1号           | ○    | ○     | 周南         |
| 三田尻病院                       | 防府市お茶屋町3-27           | ○    | -     | 山口・防府   |
| 山口県立総合医療センター（基幹） | 防府市大字大崎77番地         | ○    | ○     | 山口・防府   |
| 綜合病院山口赤十字病院           | 山口市八幡馬場53-1           | ○    | -     | 山口・防府   |
| 山口大学医学部附属病院           | 宇部市南小串1-1-1            | ○    | 高/DH | 宇部・小野田 |
| 山口労災病院                     | 山陽小野田市大字小野田1315-4 | ○    | -     | 宇部・小野田 |
| 山陽小野田市民病院               | 山陽小野田市大字東高泊1863-1 | ○    | -     | 宇部・小野田 |
| 国立病院機構関門医療センター     | 下関市長府外浦町1番1号       | ○    | ○     | 下関         |
| 下関市立市民病院                 | 下関市向洋町1丁目13番1号     | ○    | -     | 下関         |
| 山口県済生会下関総合病院         | 下関市安岡町8丁目5番1号      | ○    | -     | 下関         |
| 長門総合病院                     | 長門市東深川85番地           | ○    | -     | 長門         |
| 都志見病院                       | 萩市江向413番地の1           | ○    | -     | 萩           |